# زمير (طائر)
الزُمَّيرالوردي (الاسم العلمي: Bucanetes githagineus) هو جاثم صغير من الفصيلة الشرشورية. هو أساسًا نوع صحراوي ويوجد في شمال إفريقيا وإسبانيا إلى جنوب آسيا.